# Choro (ułus wierchniewilujski)
Choro (ros. Хоро) – wieś położona w Rosji, Republice Sachy (Jakucji), ułusie wierchniewilujskim, w pobliżu rzeki Wiluj. W 2000 liczyła ok. 1,3 tys. mieszkańców.

## Historia
Pierwsza wzmianka o miejscowości Bułgunniachtach pochodzi z 1634 roku. W 2003 roku miejscowość zmieniła nazwę z Bułgunniachtach na Choro.